# Nakajima B6N
Nakajima B6N Tenzan (rapporteringsnavn for de allierede: Jill) var et skibsbaseret japansk taktisk bombefly der blev brugt af den japanske flåde under 2. verdenskrig.
Nakajima B6N blev begyndt udviklet i 1939, da man indså at forgængeren Nakajima B5N kun begrænset kunne opgraderes. Prototypen gennemførte sin første flyvning i begyndelsen af 1941. En række problemer med designet, der måtte udbedres, førte dog til at flytypen ikke blev sat i produktion før i 1943. I alt blev 1.268 B6N af alle udgaver produceret frem til slutningen af den anden verdenskrig.

## Udgaver
- B6N1 – Den første produktionsudgave, der var udstyret med en Nakajima Mamuro 11 motor og to 7,7 mm maskingeværer, en der var placeret på en bevægelig affutage i agtre del af cockpittet og en der der var placeret mod agter under bugen. Kun 135 maskiner af denne udgave blev bygget før de japanske myndigheder beordrede Nakajima at indstille produktionen af Mamuro-motoren.

- B6N2 – Den eneste forskel mellem den første produktionsudgave og B6N2 var at Mamuro-motoren blev skiftet ud med en Mitsubishi Kasei 25 motor. Den blev sat i produktion i juni 1943, og ved slutningen af 2. verdenskrig var 1.133 maskiner af denne udgave blevet produceret. Nogle B6N2 fik sit 7,7 mm maskingevær i cockpittet skiftet ud med et 13 mm maskingevær og fik betegnelsen B6N2a.

- B6N3 – Denne udgave, der aldrig blev sat i produktion, var ment at skulle bruges fra land, og skulle udstyres med en Mitsubishi MK4T-C Kasei 25c motor og forstærket understel og større hjul til brug fra græsstriber. To B6N2 maskiner fungerede som prototyper, men ved slutningen af krigen stoppede den videre udvikling.

## Operativ historik
De første B6N1 Tenzan blev taget i brug af hangarskibene Hiyo, Junyo, Shokaku, Taiho og Zuikaku, og tog del i slaget ved Filippinerne i juni 1943 hvor mange gik tabt da Hiyo, Shokaku og Taiho blev sænket. Yderligere tab af flere andre hangarskibe i senere slag førte til at Nakajima B6N blev mere landbaserede. Mod slutningen af krigen blev nogle B6N også brugt som Kamikaze-fly.